# Bayahíbe
Bayahíbe is een gemeentedistrict (distrito municipal) aan de zuidoostkust de Dominicaanse Republiek, zo'n 20 km van La Romana. Zuidelijk ervan ligt voor de kust Isla Saona, het grootste eiland bij de Dominicaanse Republiek, in het uiterste zuidoosten ervan. Bayahíbe is een vissersdorp en heeft vrij veel toerisme. Vanuit dit dorp vertrekken dagelijks boten met toeristen naar Isla Saona en naar het nationaal park Cotubanamá.

## Bestuurlijke indeling
Het gemeentedistrict bestaat uit twee gemeentesecties (sección):
Bayahíbe (sección rural) en Bayahíbe (zona urbana).